# Ctenogobius sagittula
Ctenogobius sagittula és una espècie de peix de la família dels gòbids i de l'ordre dels perciformes.

## Morfologia
- Els mascles poden assolir 20 cm de longitud total.[3][4]

## Hàbitat
És un peix de clima subtropical i demersal.

## Distribució geogràfica
Es troba al Pacífic oriental: des de San Diego (Califòrnia, Estats Units) fins al Perú.

## Observacions
És inofensiu per als humans i pot respirar aire quan es troba fora de l'aigua.